# Неразлучник Лилианы
Неразлучник Лилианы (лат. Agapornis lilianae) — птица отряда попугаеобразных, вид рода Неразлучники (Agapornis).
Вид назван в честь Лилианы Склетер, сестры английского зоолога Уильяма Латли Склетера.

## Внешний вид
Длина тела 13—15 см. По окраске похож на розовощёкого неразлучника, но имеет более яркую окраску передней части головы и горла, похожую на цвет спелой клубники. Задняя часть головы и большая часть туловища зелёные. Верх головы, затылок и верхняя часть грудки жёлтые. Нижняя часть тела светло-зелёная. Клюв красный, окологлазные кольца белые. Самку от самца отличить трудно.

## Распространение
Обитает на востоке Замбии, севере Мозамбика, юге Танзании и в Малави.

## Образ жизни
Населяют акациевые саванны на высоте от 300 до 1600 м над уровнем моря. Селятся группами по 20—40 птиц недалеко от воды.

## Размножение
Самка строит гнездо, перетаскивая материал в клюве.

## Содержание
Впервые в Европу этот вид был завезён в 1926 году.